# Хуштов Асланбек Віталійович
Асланбек Віталійович Хуштов (рос. Асланбек Витальевич Хуштов, 1 липня 1980) — російський борець греко-римського стилю, олімпійський чемпіон, дворазовий призер чемпіонатів світу, триразовий чемпіон Європи, дворазовий переможець кубку світу.
Боротьбою займається з 1993 року.

## Спортивні результати на міжнародних змаганнях

### Виступи на Олімпіадах
| Змагання                                   | Збірна | Вагова категорія                 | Місце  |
| ------------------------------------------ | ------ | -------------------------------- | ------ |
| Боротьба на літніх Олімпійських іграх 2008 | Росія  | греко-римська боротьба, до 96 кг | Золото |

### Виступи на Чемпіонатах світу
| Змагання                        | Збірна | Вагова категорія                 | Місце  |
| ------------------------------- | ------ | -------------------------------- | ------ |
| Чемпіонат світу з боротьби 2006 | Росія  | греко-римська боротьба, до 96 кг | 20     |
| Чемпіонат світу з боротьби 2009 | Росія  | греко-римська боротьба, до 96 кг | Бронза |
| Чемпіонат світу з боротьби 2010 | Росія  | греко-римська боротьба, до 96 кг | Бронза |

### Виступи на Чемпіонатах Європи
| Змагання                         | Збірна | Вагова категорія                 | Місце  |
| -------------------------------- | ------ | -------------------------------- | ------ |
| Чемпіонат Європи з боротьби 2008 | Росія  | греко-римська боротьба, до 96 кг | Золото |
| Чемпіонат Європи з боротьби 2009 | Росія  | греко-римська боротьба, до 96 кг | Золото |
| Чемпіонат Європи з боротьби 2010 | Росія  | греко-римська боротьба, до 96 кг | Золото |

### Виступи на Кубках світу
| Змагання                    | Збірна | Вагова категорія                 | Місце  |
| --------------------------- | ------ | -------------------------------- | ------ |
| Кубок світу з боротьби 2008 | Росія  | греко-римська боротьба, до 96 кг | Золото |
| Кубок світу з боротьби 2009 | Росія  | греко-римська боротьба, до 96 кг | Золото |

### Виступи на інших змаганнях
| Змагання                                | Збірна | Вагова категорія                 | Місце  |
| --------------------------------------- | ------ | -------------------------------- | ------ |
| Гран-прі Німеччини з боротьби 2005      | Росія  | греко-римська боротьба, до 96 кг | Бронза |
| Всесвітні ігри військовослужбовців 2007 | Росія  | греко-римська боротьба, до 96 кг | Бронза |
| Турнір Івана Піддубного 2008            | Росія  | греко-римська боротьба, до 96 кг | Золото |
| Гран-прі Німеччини з боротьби 2009      | Росія  | греко-римська боротьба, до 96 кг | Срібло |
| Турнір Вехбі Емре 2010                  | Росія  | греко-римська боротьба, до 96 кг | Золото |
| Золотий Гран-прі з боротьби 2010 (Баку) | Росія  | греко-римська боротьба, до 96 кг | 5      |
| Турнір Івана Піддубного 2011            | Росія  | греко-римська боротьба, до 96 кг | Бронза |
| Турнір міста Сассарі 2011               | Росія  | греко-римська боротьба, до 96 кг | Золото |
| Золотий Гран-прі з боротьби 2011 (Баку) | Росія  | греко-римська боротьба, до 96 кг | Срібло |
| Тестовий турнір FILA 2011               | Росія  | греко-римська боротьба, до 96 кг | 8      |